# Ken Green (cầu thủ bóng đá, sinh 1924)
Kenneth Green (27 tháng 4 năm 1924 – 7 tháng 6 năm 2001) là một cầu thủ bóng đá người Anh từng thi đấu ở vị trí hậu vệ. Ông thi đấu cho Birmingham City từ năm 1943 đến năm 1959, có 443 lần ra sân trên mọi đấu trường và ghi 3 bàn, và thi đấu ở Chung kết Cúp FA 1956 khi Birmingham thất bại trước Manchester City 3–1. Ông có 2 lần ra sân cho Anh B năm 1954, và có tên trong đội hình của đội tuyển Anh hành quân đến Thụy Sĩ tham dự Giải vô địch bóng đá thế giới 1954. Tuy nhiên, ông chưa bao giờ ra sân cho đội tuyển Anh. Green mất tại Sutton Coldfield năm 2001 lúc 77 tuổi.

## Danh hiệu
Birmingham City
- Á quân Football League Second Division: 1947-48, 1954-55
- Chung kết Cúp FA: 1955–56